# Kuruva Ri, Sagar
Kuruva Ri là một làng thuộc tehsil Sagar, huyện Shimoga, bang Karnataka, Ấn Độ.